# Broubster
Broubster is een dorp in de Schotse lieutenancy Caithness in het raadsgebied Highland.

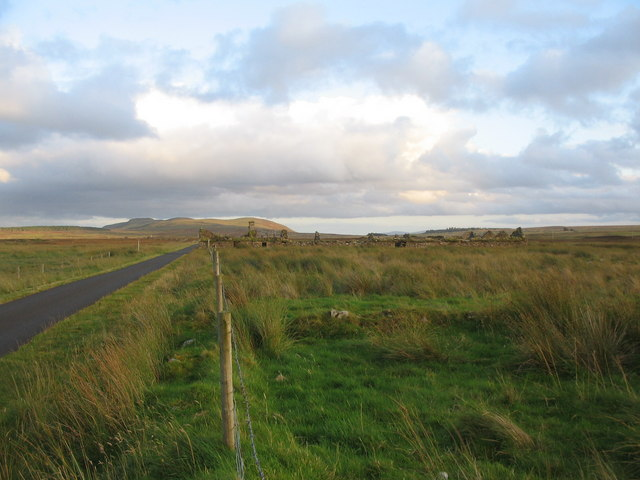
Broubster
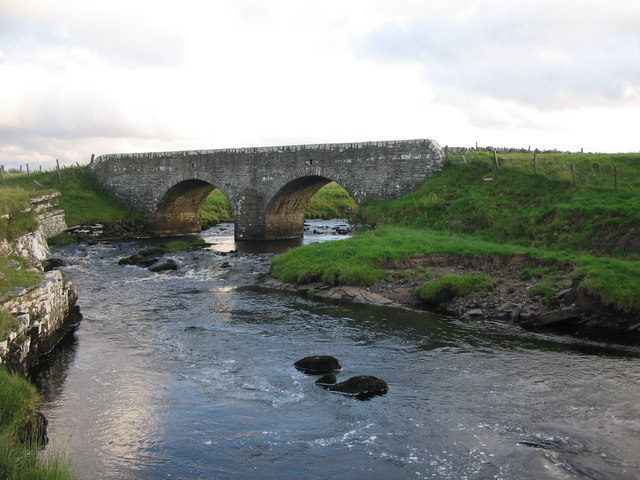
Brug bij Broubster